# نقش‌برجسته سنگ اول تنگ سروک
نقش برجسته سنگ اول تنگ سروک مربوط به دورۀ الیمایی است و در شهرستان بهمئی، بخش مرکزی، تنگ سروک، کیلومتری ۱۲ جاده ارتباطی لیکک به ممبی واقع شده و این اثر در تاریخ ۲۲ آبان ۱۳۸۶ با شمارهٔ ثبت ۱۹۹۴۳ به‌عنوان یکی از آثار ملی ایران به ثبت رسیده است.